# El salto (pel·lícula)
El salto (lit. ‘El salt’) és una pel·lícula de drama social i suspens de 2024, dirigida per Benito Zambrano i escrita per Flora González Villanueva. És protagonitzada per Moussa Sylla, Edith Martínez-Val, Eric Nantchouang i Nansi Nsue.

## Sinopsi
L'Ibrahim (Moussa Sylla) és un immigrant que fa uns anys va arribar a Espanya des de Guinea sense papers. Ara les seves arrels estan a Madrid, on viu amb la Mariama (Nansu Nsue) i treballa com a paleta. Un dia, la policia deté l'Ibrahim i és deportat al seu país natal. A partir d'aquell moment, el seu únic objectiu serà tornar a Espanya per a reunir-se amb la Mariama i una filla que naixerà.

## Repartiment
- Moussa Sylla com a Ibrahim
- Edith Martínez-Val com a Aminata
- Eric Nantchouang com a Ousman
- Nansi Nsue com a Mariama
- Mariola Fuentes com a Carmela
- Vicenta N'Dongo com a Elena Jiménez
- Vicky Peña com a la germana Marisa

## Producció
L'abril de 2021, la productora Cine365 Films va anunciar que estava desenvolupant un thriller social, el qual estaria dirigit per Lluís Quílez amb base en un guió de Flora González Villanueva. El 26 de setembre de 2022 es va anunciar que el rodatge de la pel·lícula havia començat deu dies abans a Madrid, amb la direcció a càrrec de Benito Zambrano reemplaçant a Quílez, amb Moussa Sylla, Nansi Nsue i Edith Martínez com a protagonistes. El novembre de 2022 es va anunciar que el rodatge de la pel·lícula havia conclòs. A més de Madrid, la pel·lícula inclou escenes rodades als voltants de la ciutat i a Tenerife.
Encara que el pressupost exacte de la pel·lícula es desconeix, va rebre 400.000 euros provinents de les ajudes generals de l'Institut de la Cinematografia i de les Arts Audiovisuals (ICAA), i les escenes rodades a Madrid s'estima que van costar més de tres milions d'euros.

## Estrena
Al febrer de 2024, Filmax va anunciar que l'estrena de la pel·lícula en cinemes espanyols seria el 12 d'abril de 2024.